# Lhok Beuringen
Lhok Beuringen is een bestuurslaag in het regentschap Aceh Utara van de provincie Atjeh, Indonesië. Lhok Beuringen telt 217 inwoners (volkstelling 2010).